# Johanniskirchen
Johanniskirchen település Németországban, azon belül Bajorországban. Lakosainak száma 2478 fő (2023. december 31.). Johanniskirchen Dietersburg, Arnstorf, Roßbach, Aidenbach és Aldersbach községekkel határos.

## Népesség
A település népessége az elmúlt években az alábbi módon változott:
| Lakosok száma | 900  | 1734 | 2236 | 2335 | 2407 | 2426 | 2497 | 2521 | 2520 | 2478 |
|               | 1875 | 1950 | 1975 | 1987 | 2012 | 2014 | 2016 | 2017 | 2021 | 2023 |